# Мапа часу
«Мапа часу» (ісп. El mapa del tiempo) — дебютний науково-фантастичний історико-пригодницький роман іспанського письменника Фелікса Пальми, в якому оповідається про винахід машини часу в XIX ст. й до чого це може призвести. Втім, це виявляється лише своєрідним фокусом, щоб показати, що незалежно від часу головне шляхетність, добрі друзі і велика сила уяви. Є першою книгою «Вікторіанської трилогії»: друга книга «Мапа неба» вийшла у 2012 році, третя — «Мапа хаосу» (2014 рік). В основі кожної з книг «Вікторіанської трилогії» — один з романів Герберта Веллса: «Мапа часу» заснована на «Машині часу», «Карта неба» — на «Війні світів», «Мапа хаосу» — «Людини-невидимки».
Нагороджено премією Атенео де Севілья. Також цей роман видано в США, Великій Британії, Японії, Франції, Австралії, Норвегії, Італії. У Німеччині за підсумками читацького голосування він зайняв друге місце в списку кращих книг 2010 року.

## Зміст
Події відбуваються в Лондоні, в часи правління королеви Вікторії. Тут поєднано опис лондонських кварталів та життя їхніх мешканців у XIX ст. Нещодавно вийшла у світ «Машина часу» Герберта Веллса, і тепер Англія одержима хроноподорожами. У Лондоні відкривається чудовий атракціон, де всі охочі можуть вирушити у 2000 рік.
На фоні цього розповідається про життя та діяльність Герберта Веллса, що фактично потрапляє у вир подій, які схожі на події з власного роману «Машина часу». Веллс знаходить мапу часу й з'ясовує, що час можна використовувати для зміни історія в минулому та майбутньому. Втім, швидко розуміє, що не слід з ним гратися.
Водночас тут простежуються ще дві лінії: Ендрю Гаррінгтона, кохану Мері Келлі якого було вбито Джеком Різником. Від самогубства (за хвилину до пострілу) Ендрю рятує стриєчний брат Чарлз, спільно з яким брати зустрічають людину, яка стверджує, що він може подорожувати вчасно. Це Герберт Веллс. В іншій історії феміністка Клер Хаггерті незадоволена сучасним світом. Вона зустрічає людину з майбутнього Дерека Шеклтона, що очолює боротьбу людства проти машин у 2000 році.
Але всі подорожі в часі виявляються інсценівками, деякі з них мають шляхетну мету. Так, Герберт Веллс за допомогою акторів і «машини часу» допомагає Ендрю Гаррінгтону повернутися в 1888 рік, щоб запобігти вбивству Джеком Різником повії Мері Келлі. Коли Гаррінгтон повертається, Веллс пояснює, чому в газетній вирізці так і залишилася стаття про вбивство — для цього письменнику доводиться на ходу придумати теорію паралельних просторів. Гаррінгтон повернувся в паралельний всесвіт, тому що не міг не повернутися, якщо вже стартував з нього, а в іншому всесвіті Мері Келлі продовжує жити разом з паралельним Ендрю. І читачеві доводиться вірити, поки не з'ясовується, що все це розіграш. Розіграшем виявляються і подорожі в 2000 рік, які організовує цинічний ділок і графоман Гілліам Маррі — він влаштовує розважальні екскурсії в майбутнє, де людство бореться з роботами.

## Особливості
Багато образів та сюжетів взято з інших творів. Водночас їх творчо перероблено та вписано до опису життя Вікторіанської епохи. Історія капітана Шеклтона, який з'явився з майбутнього, щоб любити дівчину Клер Хаггерті, — переспів «Термінатора»; битва з «роботами» сильно схожа на «Футураму»; в повісті про збагачення двох лондонських ділків, на думку критиків, можна побачити відсилання до однієї з серій «Бівіса і Баттхеда», алюзією на оповідання Рея Бредбері «Відлуння грому» тексту про подорожі в часі. також багато фентезійних образів: феї з Коттінглі, будинок з привидами на Берклі-сквер, поіменно названо жертви Джека Різника. Разом з тим в романі багато іронії, жартів над шаблонами фантастики, зокрема подорожами у часі, роботами тощо.